# Auguste Jean Baptiste Bouvet de Cressé
Auguste-Jean-Baptiste Bouvet de Cressé, né le 24 janvier 1772 à Provins et mort le 20 août 1843 à Paris, est un littérateur et pédagogue français.

## Biographie
Bouvet fit ses études chez les oratoriens, et les termina, en 1789, à Sens, au collège royal. Il servit ensuite dans le régiment du Roi, et s’enrôla, au commencement de la Révolution, dans les troupes de la marine à Brest, obtint au concours la place de chef d’imprimerie de l’armée navale, et ne quitta le service qu’après s’être distingué par cette action mémorable : le 1er juin 1794, la flotte française, aux ordres du contre-amiral Villaret-Joyeuse, partie du port de Brest, est rencontrée par l’escadre anglaise. Le combat s’engage. Cinq vaisseaux ennemis enveloppent la Montagne, vaisseau amiral sur lequel Bouvet de Cressé était embarqué. La Montagne, après un long et rude combat, est dans l’état le plus déplorable, et, pour comble de malheur, le feu prend à des caisses remplies de cartouches. Bouvet de Cressé, qui avait déjà reçu trois blessures et dont le bras était en écharpe, conçut le dessein de sauver le vaisseau et ses débris, et au moment où l’amiral anglais s’approchait et se disposait à tenter l’abordage, il demanda au contre-amiral la permission de balayer le pont du vaisseau amiral ennemi. « Mais vous vous ferez tuer, répondit Villaret-Joyeuse. — Tout pour la patrie, » répondit Bouvet. Le contre-amiral lui serra la main. Bouvet se glissa, monta en rampant de degré en degré, sans être intimidé par les Anglais, qui, du haut des dunes, tiraient sur lui avec des espingoles et presqu’à bout portant. Les vêtements criblés de balles, son chapeau percé en trois endroits, et malgré cinq nouvelles blessures, il atteignit le but qu’il s’était proposé en mettant le feu à une caronade de 56 à tribord, qui balaya le pont de l’amiral anglais, et le força de s’éloigner à toutes voiles. Ce fait héroïque fut constaté dans un décret de la convention nationale, en date du 8 ventôse an II, mais laissé sans récompense. Par la suite, Bouvet sollicita de toutes manières une rémunération, soit auprès des divers pouvoirs exécutifs qui se sont succédé depuis, et, en dernier lieu, sous la Restauration, par des pétitions adressées aux chambres, mais toujours sans succès. Il eût été surtout flatté d’obtenir la croix d’honneur.
Bouvet de Cressé eut toujours, par ses manières excentriques, ses forfanteries, ses déclamations contre l’autorité qu’il adulait pourtant dans d’autres occasions, et par des habitudes trop souvent crapuleuses, le don d’écarter de lui la considération et les protecteurs. Plus d’une fois, on le vit, fortement alcoolisé, haranguer du haut d’une table de café. Cet homme qui « abordait » pédamment les femmes, en leur citant Virgile et Cicéron, était, en un mot, d’un commerce fort incommode et de fort mauvaise société. Ces défauts ressortaient chez lui d’autant plus qu’il s’était consacré à l’instruction de la jeunesse. Après avoir quitté le service, il avait ouvert à Orléans un externat, puis à Paris dans la cour de la Sainte-Chapelle. Aux fêtes solennelles de l’Empire, il avait coutume d’arborer devant son enseigne un transparent avec cette devise en l’honneur de Napoléon : Crescit eundo. Les soins de son établissement, qui, grâce à son inconduite, ne fut jamais florissant, ne l’empêchaient pas de se livrer à la littérature. « Écrivain aussi fécond que médiocre », il embrassa tous les genres et ne réussit dans presque aucun. Il débuta par deux romans, dont l’un ne manque pas d’un certain intérêt. Les événements du règne de Napoléon, et plus tard ceux de la Restauration, lui fournirent l’occasion de pièces latines. Des différends qu’il eut avec Dussault, Hoffmann et Étienne, querelle où il reçut force brocards, lui fournit I’occasion de publier un texte rempli de grossières injures. Il fit, contre Geoffroy et les autres rédacteurs du Journal de l’Empire, une satire contenant des fragments du Folliculus de Luce de Lancival dont il n’avait obtenu la communication que par un abus de confiance. En 1812, toujours à l’affut des circonstances, il fit l’éloge en vers d'Hubert et de Matthieu Goffin. Enfin, il a composé plusieurs ouvrages d’éducation, tant en latin qu’en français. Le style de tous ces ouvrages est souvent incorrect, ce qui jure avec la qualité de « professeur de belles-lettres » que prenait alors Bouvet, qui, depuis longtemps, avait arrêté l’enseignement, faute d’élèves. Cependant sur la fin de ses jours, il rouvrit un petit externat à Paris, rue Gît-le-Cœur. C’est là qu’il est mort dans la misère en 1843.
Le savant bibliographe Quérard l’a fort bien apprécié dans la France littéraire : « Les productions de ce laborieux écrivain, écrit-il, se succèdent avec beaucoup de rapidité. Il n’a pas encore mis la dernière main à un ouvrage, qu’il en a trois ou quatre autres… en tête. » Le Martyrologe littéraire (Paris, 1816, in-8°) dit : « Ce poète latin s’érigea en orateur, à la salle Olympique, lors du couronnement des poètes lauréats ; mais, peu versé dans la langue française, il bredouilla, balbutia, ennuya, et le parterre s’écria : Quand vous voudrez parler, commencez par vous taire. Ex-prote à l’imprimerie de Brest, M. Bouvet, par ses rares talents, s’éleva jusqu’au faîte de la gloire littéraire : car il est un des membres les plus honorables de l’illustre académie des sciences et arts de... Provins.
S’il n’y cueille pas des lauriers
Il y moissonnera des roses. »

## Publications
- Ferval, ou le Gentilhomme rémouleur, roman, Paris, 1802, in-12.
- Oncle, Nièce et Neveu, Paris, 1802, in-12.Roman dans lequel se trouvent des personnalités contre plusieurs habitants de Provins. Les événements du règne de Napoléon, et plus tard ceux de la restauration, excitèrent sa verve poétique.
- Sur les batailles d’Austerlitz et d’Iéna, pièce latine, Paris, 1806, in-8° de 8 p.
- Romœ regis Ortu, carmen, Paris, imprim. de Brasseur, 1810, in-8°.Réimprimé dans les Hommages poétiques.
- Épithalame en vers hexamètres et pentamètres, sur le mariage du duc de Berri, Paris, 1816, in-8°.Réimprimé dans le Moniteur et dans l’Hermes Romanus de Barbier-Vémars.
- La Stéphanéide ou Conaxa, les deux Gendres et le Journal de Paris, suivis d’un Fragment de lettre à M. Étienne, envoyée au Journal de l’Empire avec des notes pour l’intelligence du texte, Paris, Dentu, 1812, in-8° de 20 p.
- Les Gouttes d’Hoffmann à l’usage des journalistes petits-maitres, ou Suite provisoire de la Stéphanéide, Paris, Dentu, 1812, in-8° de 8 p.
- Folliculi, ou les Faiseurs de réputations, satire, 1815, in-8°.On y trouve des fragments du Folliculus de Luce de Lancival, satire dirigée contre Geoffroy et les autres rédacteurs du Journal de l’Empire.
- Éloge de Hubert et de Matthieu Goffin, poëme, 1812, in-8°.
- Specimen virtutum, ouvrage d’éducation, Paris, 1810, in-12.
- Histoire abrégée de la Grèce, avec une introduction et des notes historiques, géographiques, mythologiques, extraites du Voyage du jeune Anacharsis de Barthélemy, Paris, 1819, in-18.Traduction de l’Epitome Historiœ grœcao de Siret ; 2e édition, Paris, 1821.
- Panorama historique de l’univers, ou les Mille et une Beautés de l’histoire universelle, Paris, 1824, in-12, avec fig.
- Rhétorique en 28 leçons, Paris, 1825, in-12.
- Le Sully de la jeunesse, suivi de l’Eloge de Sully, par Thomas, Paris, 1825, in-12.
- Agriculture et Jardinage enseignés en 12 leçons, 1827, in-12.
- Manuel des grands et petits séminaires, Paris, 1826, in-12.
- Dictionnaire de morale chrétienne, ou Choix de dictées et d’analyses sur toutes sortes de sujets, à l’usage des maisons d’éducation des deux sexes, Paris, 1827, in-12.
- Tableau littéraire de la France dans le 18e siècle, Paris, 1810, in-18.
- Précis du règne de Louis XVIII (extrait des Tablettes universelles), Paris, 1822, in 8° de 8 p.Ce ne sont que deux fragments d’un ouvrage que l’auteur se proposait de publier, mais qui n’a pas paru.
- Précis des victoires et conquêtes des Français dans les deux mondes, de 1792 à 1815, avec la campagne d’Espagne en 1825, Paris, 1825, 2 vol. in-12, fig.
- Éloge historique de Louis XVIII, surnommé le Désiré, roi de France et de Navarre, 1824, broch. in-8°.
- Histoire de la catastrophe de St. Domingue, avec la correspondance des généraux Leclerc (beau-frère de Bonaparte), Henri Christophe (depuis roi d'Haïti), Hardy, Vilton, etc., certifiée conforme aux originaux déposés aux archives par le lieutenant général Rouanez jeune, Paris, 1824, in-8°.
- Histoire de la marine de tous les peuples, depuis la plus haute antiquité jusqu’à nos jours, Paris, A. André, 1824, 2 vol. in-8°.Cet ouvrage, si important par son sujet, a été entièrement manqué par l’auteur ; il abandonne à chaque instant son sujet pour se livrer à d’oiseuses digressions. Ainsi, à la fin du règne de Louis XlV, il raconte en détail la bataille de Denain, la paix d’Utrecht, la régence du duc d’Orléans, et, dans l’espace d’environ quatre-vingts pages, il perd tout à fait de vue la marine. Enfin, dans ces deux gros volumes, anecdotes, sarcasmes, notes en vers ou en prose, calembours même, tout se trouve, excepté ce que l’auteur avait promis.
- Histoire de Louis XVI, roi de France et de Navarre, Paris, 1825, in-12.
- Voyage à Reims à l’occasion du sacre et du couronnement de S. M. Charles X, précédé d’une notice historique sur la ville de Reims, Paris, 1825, in-18, fig.
- Résumé de l’histoire des papes, dédié aux mânes de Clément XIV, Paris, 1826, in-18.Dans cet ouvrage, l’auteur se déclare chrétien de bonne foi, et se montre zélé gallican.
- Précis de l’histoire générale des jésuites depuis la fondation de leur ordre, le 7 septembre 1540 jusqu’en 1826, Paris, 1826, 2 vol. in-8°.Une note de ce livre fut incriminée par l’autorité, mais l’auteur offrit au tribunal de la changer et fit faire un carton.

## Sources
- Louis-Gabriel Michaud, Biographie universelle ancienne et moderne ou histoire par ordre alphabétique, de la vie privée et publique de tous les hommes qui se sont fait remarquer par leurs écrits, leurs actions, leurs talents, leurs vertus ou leurs crimes : nouvelle édition, revue, corrigée et considérablement augmentée d’articles omis ou nouveaux, t. 5, Paris, Ch. Delagrave, 1870, 696 p. (lire en ligne), p. 358-60.